# ويل لويس
ويل لويس (بالإنجليزية: Will Lewis)‏ هو مدير عام أمريكي، ولد في 16 يناير 1958 في كويكرتاون في الولايات المتحدة.

## وصلات خارجية
- ويل لويس على موقع مرجع كرة القدم المحترفة.كوم (الإنجليزية)